# Frutten-Gießelsdorf
Frutten-Gießelsdorf est une ancienne commune autrichienne du district de Südoststeiermark en Styrie qui a été rattachée au bourg de Sankt Anna am Aigen le 1er janvier 2015.